# Steffen Brauchle
Steffen Brauchle (* 4. Juli 1988 in Ludwigsburg, Baden-Württemberg) ist ein deutscher Pony-Ein-, Zwei- und Vierspännerfahrer.

## Karriere
Seine ersten Deutschen Meisterschaften fuhr Steffen Brauchle mit sechzehn Jahren, damals hatte er mit Don Juan das Pferd seines Vaters eingespannt und erreichte Platz 8.
2007 wurde Brauchle in den deutschen Championatskader berufen und wurde im selben Jahr Team-Weltmeister mit dem Pony-Zweispänner, im Einzel belegte er Rang 5.
Bei der deutschen Meisterschaft in Hülen fuhr er auf Rang acht.
2009 gewann er in Greven mit der deutschen Equipe die Gold- und im Einzel die Silbermedaille bei der Weltmeisterschaft der Pony-Vierspänner.
Mit dem Pony-Vierspänner gewann er bei den Deutschen Meisterschaften in den Jahren 2010 in Lähden, 2011 in Minden, 2012 in Lähden, 2013 in Donaueschingen, 2014 in Riesenbeck, 2017 in Schwaiganger, 2018 in Donaueschingen und 2019 in Bad Segeberg jeweils die Goldmedaille.

## Privates

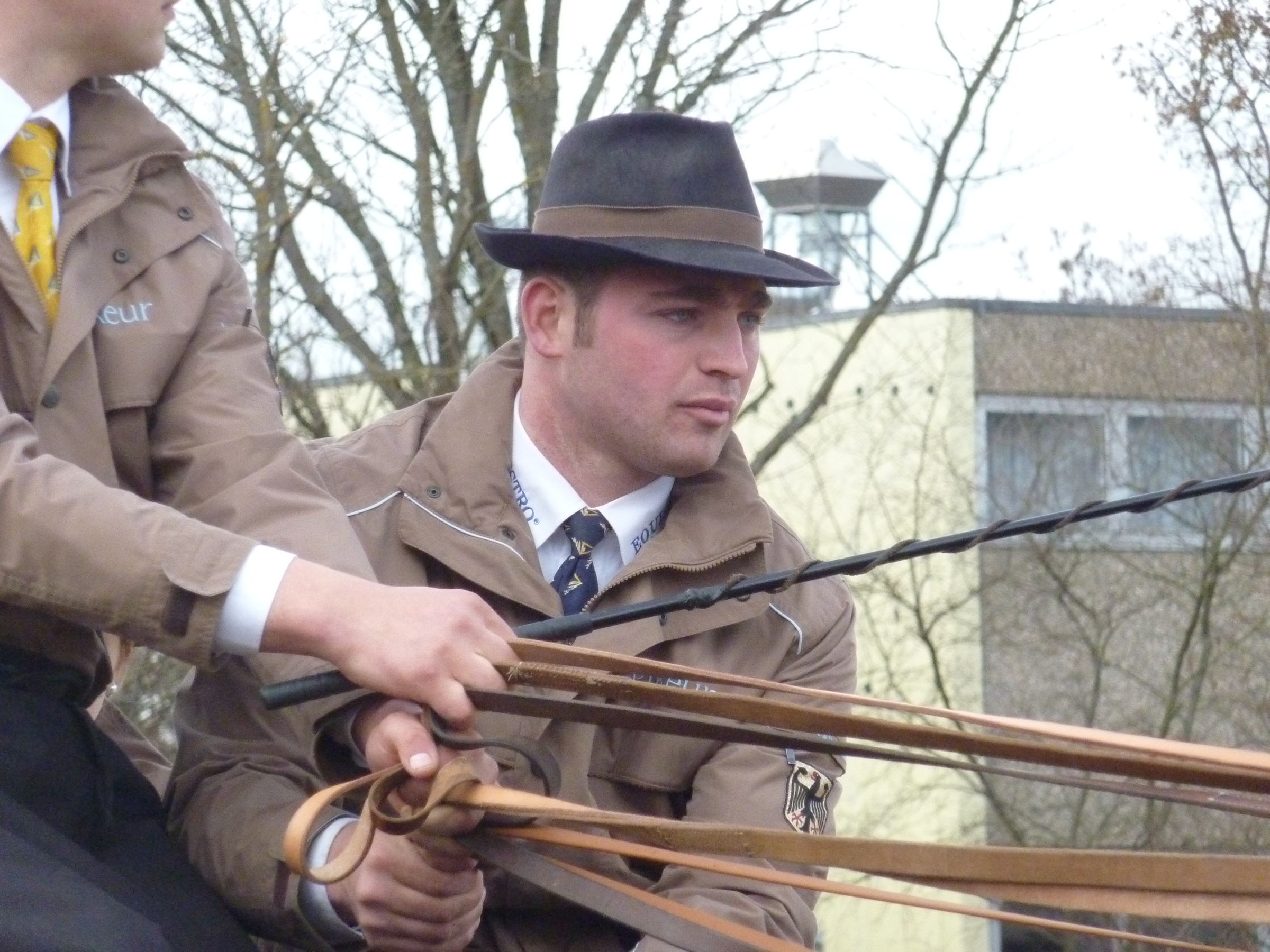
Steffen und Michael Brauchle

Auch sein 1990 geborener Bruder Michael, dessen Frau Petra Brauchle und seine Eltern Franz Brauchle (* 1960) und Brigitte Brauchle sind im Fahrsport aktiv.
Brauchle startet für den PSV Schloss Kapfenburg.

## Pferde (Auszug)
- Ronja, Welsh-Pony, Isabell, Stute
- Nobel Man, Reitpony, Brauner, Vater: No Limit, Muttervater: Colorado, Züchter: Helmut Gaab
- Mastro's Princess, Vater: Bourbon

## Auszeichnungen
- Goldenes Fahrabzeichen (2008)[2]
- Silbernes Lorbeerblatt (2012)[3]